# Abbaye de Saint-Hippolyte
L'abbaye de Saint-Hippolyte fut érigée en la commune de Combertault en Côte-d'Or. Sa charte de fondation a été signée en 1030 par Robert dit le Pieux. Elle fut réduite en prieuré à partir de 1120. Aujourd'hui, seul le chœur de l'abbatiale existe encore et forme l'actuelle église de la commune.

## Fondation

### Genèse
Il est plausible que l'évêque Geoffroy de Chalon (1016 à 1033) possédait des terres sur la localité de Combertault, qu'il en soit même sans doute le seigneur. Il donne et signe une charte par laquelle il fonde et dote pour des chanoines réguliers, une abbaye placée sous le vocable de saint Hippolyte.

### Acte de «confirmation»
Dans les archives, cette charte de fondation est introuvable, en revanche un acte confirme la fondation et la dotation pour ladite abbaye. Il est daté du 23 septembre 1030 (9e des calendes d'octobre dans la 43e année du règne de Son Excellence Roi Robert, et la 4e année d'Henri, fils dudit Roi), écrit au château d'Argilly, près de Beaune.
Ce document écrit en latin est signé par le roi Robert dit le Pieux, avec l'accord de la reine Constance et de leur fils Henri.

### Son déclin
L'abbaye de Saint-Hippolyte est donnée à l'Abbaye de Saint-Étienne de Caen par Roclène, évêque de Chalon de 1071 à 1079. En 1096, l'abbé de Saint-Étienne de Caen remet l'abbaye de Combertaut à l'Abbaye Saint-Bénigne de Dijon, en échange de deux églises que cette dernière possède en Normandie. L'échange est confirmé par le pape Pascal II en 1102. Après un siècle d'existence, les instances religieuses ne peuvent que constater l'échec de l'abbaye, l'essor tant désiré n'est pas au rendez-vous. Les maisons des chanoines, des clercs ont été démolies après 1120. En effet, on est obligé de réduire l'abbaye en prieuré.

### Le prieuré
La réduction de l'abbaye en prieuré date vraisemblablement de 1120. En effet, une bulle du pape Calixte II en 1124 donne à l'Abbaye de Saint-Bénigne de Dijon plusieurs églises de la région et de la "celle de Cobertat"; cette donation est confirmée en 1177, par le pape Alexandre III.
En 1188, la seigneurie et les propriétés du prieuré Saint-Hippolyte de Combertault sont données au prieuré de Saint-Étienne de Beaune, acte cette fois-ci approuvé par Hugues III, duc de Bourgogne.

### L'église
Quelques vestiges dans le mur sud et des sondages archéologiques permettent de reconnaître l'existence d'un premier édifice roman, édifié au XIe siècle lors de l'installation de la communauté, dont subsiste surtout le chœur. La nef était beaucoup plus longue et haute que ce qui la remplace. 
Dans les dernières années du XVe siècle eut lieu une restauration qui reprit certaines voûtes, ainsi que l'autel et sa contretable. 
En 1687 est achevée la petite nef actuelle, remplaçant la vaste nef romane ruinée. 
La communauté paroissiale s'oppose à la vente de l'église et du prieuré lors de la Révolution. En 1850 un sacristie fut ajoutée, et en 1860 des fonts baptismaux sont installés. 
En 1990 commence une grande restauration de l'édifice, qui le remit en valeur et permit de redécouvrir dans l'abside des peintures murales à l'ocre, datées autour de 1100. 

#### Liste de prieurs de Combertault
| 1116 |      | Narduin |
| 1123 |      | Regnaud |
| 1189 |      | Jean (et prieur de Saint-Étienne de Beaune) |
| 1192 |      | Milon Loysel (ou Milo Oisellius) |
| 1196 |      | Seguin |
| 1206 | 1228 | Calo |
| 1256 |      | Henri Brissie, archidiacre de Beaune |
| 1267 | 1271 | Pierre du Fossé (ou Petrus de Fossato) † avant 1290 |
| 1345 |      | B. de Saint-Eustache, cardinal |
| 1371 |      | Jean de la Tour, archidiacre de Beaune, Cardinal |
| 1395 | 1401 | Guillaume du Châtelet |
| 1415 | 1428 | Jean Mignot |
| 1440 |      | Félix Mignot |
| 1442 | 1448 | Gerard Malquin (ou Malaquin) |
| 1450 |      | Emart Bouton |
| 1460 | 1480 | Regnaud de Drée |
| 1490 |      | Anselme Bouton, chanoine d'Autun, Beaune et Besançon |
| 1508 |      | Odon de Vingles, trésorier de l'Abbaye de Saint-Seine |
| 1520 | 1532 | Edme de Vingles, prieur de Saint-Étienne de Beaune, chambrier de Saint-Bénigne |
| 1588 |      | Louis Portheret |
| 1602 | 1607 | Gérard de Sayve, prieur de Saint-Thibaut, doyen de la Sainte Chapelle du Roi |
| 1613 |      | Philippe Fyot, prieur de Palleau, chanoine de Beaune et de la Sainte Chapelle du Roi, vicaire général à Dijon pour l'évêque de Langres                                                                                       |
| 1622 |      | Jean de Sayve |
| 1633 |      | Etienne de Sayve |
| 1680 | 1710 | Nicolas Pierre Thomas, prieur de Palleau |
| 1720 |      | Étienne Thomas |
| 1740 |      | Antoine Thomas |
| 1770 | 1791 | Louis Jerôme de Suffren de Saint-Tropez, frère de Pierre André de Suffren, prieur de Mazan, prévôt de la collégiale Saint-Victor de Marseille, évêque de Sisteron en 1764, évêque de Nevers en 1789, émigra à Turin en 1791. |

## Protection
L'église et les restes subsistants de l’abbatiale (dont les sols) font l’objet d’un classement au titre des monuments historiques depuis le 14 septembre 1967.